# Danseuse à l'école du Royal Ballet
 (avril 2025).
Motif : Absence de sources
- Archive Wikiwix
- Bing
- Cairn
- DuckDuckGo
- E. Universalis
- Gallica
- Google
- G. Books
- G. News
- G. Scholar
- Persée
- Qwant
- (zh) Baidu
- (ru) Yandex
- (wd) trouver des œuvres sur Wikidata

| 1. | Préciser le motif de la pose du bandeau. | Précisez le motif de la pose du bandeau en utilisant la syntaxe suivante : {{admissibilité à vérifier\|date=août 2025\|motif=remplacez ce texte par le motif}}                                          |
| 2. | Informer les utilisateurs concernés.     | Pensez à avertir le créateur de l'article, par exemple, en insérant le code ci-dessous sur sa page de discussion : {{subst:avertissement admissibilité à vérifier\|Danseuse à l'école du Royal Ballet}} |

 (juillet 2012).
Si vous disposez d'ouvrages ou d'articles de référence ou si vous connaissez des sites web de qualité traitant du thème abordé ici, merci de compléter l'article en donnant les références utiles à sa vérifiabilité et en les liant à la section « Notes et références ».
Danseuse à l'école du Royal Ballet est une série de huit romans écrits par Alexandra Moss, qui racontent l'histoire d'Emily Brown, une jeune fille qui rêve de devenir danseuse. 
Ils ont paru aux éditions Gallimard Jeunesse (2006-2007).

## Synopsis
1. L'Audition (Ellie's Chance to Dance) : dans le premier volume de la série, Emily Brown a dix ans. Elle déménage à Oxford et quitte la ville de Chicago où elle a grandi. Elle n'a pas de père et sa mère est malade. Emily va à une nouvelle école et intègre le cours de danse de Mme Franklin où elle rencontre une fille de son âge, Melissa. Au bout de quelques mois, Emily s'est déjà fait beaucoup d'amis dont sa voisine Chloé. Une fille de son école, Rachel, se montre brutale avec elle et la surnomme « Miss Tutu Rose ». Elle est en fait jalouse d'elle. Emily participe également aux cours junior du Royal Ballet et rêve de réussir l'audition pour entrer à la prestigieuse école du Royal Ballet.
2. Premier Spectacle (Lara's Leap of Faith) : Emily a réussi son audition ainsi que Grace, une fille du cours junior. Melissa n'a pas eu cette chance. Emily retrouve aussi à White Lodge Matt, un garçon très sympathique qu'elle a connu l'année précédente. Emily rentre en sixième, suit des cours de danse chaque matin et fait des études ordinaire l'après-midi. Elle habite maintenant dans un dortoir avec dix autres filles. Une seule ne l'accepte pas comme amie parce qu'elle l'a bousculée le jour de l'audition. Le Royal Ballet va monter le ballet Casse-noisette pour Noël. Emily espère y jouer un petit rôle. La mère d'Emily a reçu une demande en mariage de Steve, le facteur qu'elle a rencontré l'année précédente.
3. Une nouvelle élève (Isabelle's Perfect Performance) : après les vacances de Noël, Emily retrouve ses amies du dortoir et s'aperçoit qu'une nouvelle élève va arriver : Isabelle Armand. Celle-ci est Française et est très douée dans toutes les disciplines. Mais elle se montre peu sympathique envers ses camarades. Emily va s'apercevoir qu'Isabelle est en fait malheureuse car ses parents sont séparés. Et elle va tenter de l'aider. Les évaluations pour entrer en cinquième vont bientôt avoir lieu et Emily et ses amis sont très stressés.
4. Le Concours (Sophie`s Flight of Fancy) : pauvre Sophie ! Elle ne peut pas enter en cinquième car elle a échoué à l'évaluation et quittera l'école à la fin du troisième trimestre. Un grand concours est organisé. Pour y participer il faut inventer une chorégraphie. Grace s'inscrit immédiatement. Quant à Sophie, quitte à partir, il vaut mieux qu'elle parte dans un « feu d'artifice de gloire » et elle s'inscrit au concours. Quelques fois par semaine, Sophie va voir la directrice de la Lower School et celle-ci lui donne des brochures auxquelles Sophie ne prête aucune attention. Et c'est en jetant son élastique sous le lit de Sophie qu'Emily va découvrir les brochures sur les écoles de spectacle. L'une d'entre elles est justement dans la ville de Sophie. Qui dit mieux ?
5. Le Secret de Kate (Kate's Special Secret) : deux célèbres danseurs, Lim Soo May et Christopher Blackwell, vont venir au Royal Ballet, assister à un cours de danse et sélectionner les meilleurs jeunes danseurs de sixième pour un stage. Emily espère être choisie. Kate ne paraît pas intéressée et se montre distante envers ses camarades. Ceux-ci pensent qu'elle est amoureuse d'un garçon de l'école.
6. Panique en coulisses (Grace`s Show of Strengh) : c'est la fin de l'année. Les danseurs de la classe de sixième vont participer à un spectacle qui sera joué à l'Opéra Royal. Emily est ravie car elle est sélectionnée parmi les rôles principaux avec son ami Matt comme cavalier. Elle s'inquiète pour Grace qui a un comportement très étrange. Sa mère est déçue car elle n'a pas eu le rôle principal et veut qu'elle s'entraîne beaucoup. Emily va tâcher de l'aider en demandant conseil à sa guide de cinquième, Jessica.
7. Une rentrée mouvementée (New Girl) : c'est la rentrée et Emily rentre en cinquième. Elle n'est plus dans le même dortoir et partage une chambre avec Jade, Grace et la nouvelle : Molly Baker qui a commencé tardivement la danse grâce à une idée de son amie. La jeune fille est très douée et très sympathique. Seule Jade ne lui témoigne pas son amitié. Elle regrette beaucoup Sophie et ses parents se sont séparés pendant les vacances. Emily vient de tomber amoureuse d'un garçon de sa classe, Luke Bailey. Molly se fait souvent rectifier par son professeur de danse Mlle Black et en souffre beaucoup.
8. Le Choix d'Emily (Boys or Ballet ?) : Après les vacances scolaires, Emily retrouve ses amis et son petit ami Luke. La jeune fille ne parvient pas à rendre ses devoirs, à passer du temps avec ses amis et à voir Luke aussi longtemps qu'elle le voudrait. Emily est sélectionnée pour jouer dans Le Lac des cygnes ainsi que Grace, Jade, Isabelle, Laura et quelques autres jeunes filles de cinquième. La pauvre Laura se blesse lors d'un cours de danse et risque de ne plus pouvoir danser. Molly qui n'avait pas été sélectionnée pour jouer dans Le Lac des cygnes est choisie pour la remplacer. Emily devra choisir entre son amour pour Luke et la danse.

## Personnages
- Emily Brown : Emily est une jeune américaine dont le rêve est de devenir danseuse. Elle a dix ans au début de la série et douze à la fin. Elle est du signe du bélier et est fille unique. Elle n'a presque pas connu son père. Elle se fait beaucoup d'amis à Oxford et au Royal Ballet mais sa meilleure amie reste Sarah, son amie d'enfance. Emily tombera amoureuse en cinquième d'un garçon de l'école, Luke Bailey. Elle participera aux deux spectacles du Royal Ballet pour Noël, "Casse-noisette" et "Le lac des cygnes". Elle rompera avec Luke dans "Le choix d'Emily" car elle ne pense plus à ses devoirs et ne passe plus de temps avec ses amis. Finalement elle restera ami avec Luke sans être amoureuse.
- Mme Brown : c'est la mère d'Emily. Elle est atteinte d'une maladie et devient professeur à l'université d'Oxford lors de son déménagement. Elle se remarie dans le second livre de la série avec un facteur, Steve. Elle veut que les rêves de sa fille se réalisent.
- Steve : c'est le beau-père d'Emily. Il est facteur. Au début, Emily n'apprécie pas l'idée de partager sa mère en deux mais lorsque celle-ci lui fait part de la demande en mariage de Steve, elle accepte.
- Sarah : c'est l'amie d'enfance d'Emily. Elles se sont connues au jardin d'enfant et s'aiment beaucoup. Sarah offre à Emily un journal intime dans le premier tome. Alors qu'Emily part à Oxford, Sarah reste à Chicago. Elles s'écriront et resteront amies. Emily reverra Sarah dans la cinquième livre de la série Le Secret de Kate.
- Chloé : c'est la voisine d'Emily à Oxford. Les deux fillettes deviendront rapidement amies. Elles se sépareront lorsque Emily entrera au Royal Ballet.
- Melissa : Melissa et Emily se rencontreront aux cours de Mme Franklin. Melissa ne parviendra pas à entrer au Royal Ballet mais continuera la danse à l'Académie Franklin.
- Grace Tennant : Emily a rencontré Grace aux cours juniors. Elles ont toutes les deux réussi l'audition pour le Royal Ballet. Grace est une des meilleures amies d'Emily. Elle danse avec talent. Mais dans le tome 6, Panique en coulisses, Grace va se montrer très étrange aux yeux de ses amis. Elle est poussée par sa mère qui n'a pas réussi l'entrée au Royal Ballet et qui veut que sa fille ait les meilleures rôles et soit la meilleure du cours.
- Laura Mc Cloud : Laura a de beaux cheveux roux et danse merveilleusement bien. Elle ne s'est pas bien entendue avec Emily au début, parce qu'elle pensait qu'elle avait fait exprès de la pousser lors de l'audition pour qu'elle n'entre pas au Royal Ballet. Elle envisage de quitter l'école après les vacances de Noël mais, lorsque Emily  fait une faute de frappe pour la date de Casse-noisette en envoyant un courriel à ses parents, Laura sera la seule à pouvoir l'aider. Seulement, lors de "Le choix d'Emily", Laura se blessera et ne pourra pas danser "Le lac des cygnes
- Sophie Crawford : Sophie est la fille la plus impulsive du dortoir. Elle adore les comédies musicales. Elle raconte souvent avec des cartes l'avenir de ses amies. Mais quand Sophie aura raté l'évaluation, elle ne sera plus la même. C'est avec le concours que Sophie retrouve sa gaieté. Elle ira dans une école de spectacle à Manchester, la ville où elle habite. Sophie adore aussi chanter. Elle a rêvé d'avoir une petite sœur et ses parents lui annoncent à la fin du tome 4, Le Concours, qu'elle aura une petite sœoeur ou un petit frère. L'une des amies qui l'aiment le plus est Jade.
- Kate Walker : Kate est la fille d'une célèbre danseuse. Elle n'en dit au début rien à ses camarades,n'ayant pas envie qu'on la compare à sa mère quand elle avait son âge ou qu'on croie que c'est grâce à celle-ci qu'elle a réussi à entrer au Royal Ballet. Son secret sera dévoilé dans Le Secret de Kate. Les parents de Kate ont divorcé et sa mère s'est remariée avec Christopher Blackwell, un très bon danseur également.
- Jade Andrews : Jade Andrews est brune. Elle n'apparaît pas beaucoup dans les albums de la série. Celui où elle apparaît le plus est Une rentrée mouvementée où elle a beaucoup de problèmes. A Pâques, ses parents lui ont annoncé qu'ils allaient divorcer. Pendant les grandes vacances, son père l'a emmenée voir son nouvel appartement et sa petite amie Wendy. Jade est l'amie la plus attachée à Sophie. Aussi avec son départ, Jade se montre grognon avec Molly car elle pense qu'elle a "remplacé" Sophie.
- Molly Baker : Molly est inexistante dans les premiers livres de la série. Elle n'arrive qu'au septième tome, Une rentrée mouvementée. Molly a commencé la danse à neuf ans. C'était au départ, une idée de sa meilleure amie.  Cela faisait des années que l'amie de Molly voulait prendre des cours de danse. Molly n'était pas au début très décidée mais finalement est rentrée avec son amie au cours de danse. Sa professeur était très gentille et grâce à Mlle Purvis, qui lui a proposé de participer à un cours avec les sixièmes du Royal Ballet tellement elle était douée. Elle a donc était prise pour entrer en cinquième. Molly souffrira beaucoup au début que sa professeur la rectifie dans ses dégagés, dans ses ports de bras... Comme quelque filles du cours : Grace et Laura, Molly préfère quitter l'école avant d'être renvoyée. Mais avec Emily, Molly restera. Elle jouera après l'accident de Laura dans Le lac des cygnes.
- Isabelle Armand : d'abord détesté par les sixièmes à cause de sa prétention et de ses prouesses à tous les cours, Isabelle Armand est, comme Jade et Kate, séparée par ses parents. Isabelle est Française et n'aime pas beaucoup sa mère avec laquelle elle se dispute très souvent. Elle va jusqu'à jeter son téléphone contre le mur après une conversation avec Mme Armand. Son père est en Amérique. Isabelle sera peu à peu, grâce à Emily, acceptée par les filles du dortoir. On la voit à peine dans Une rentrée mouvementée. Elle est très attachée à Emily, à Kate et surtout à Laura.
- Mme Hall : c'est la surveillante des sixièmes. Elle se montre parfois sévère et d'autres fois très douce. Elle réveille Emily avec son "Bonjour les filles !" habituel.
- Mlle Wells : c'est la professeur de danse des sixièmes. Elle est exigeante avec ses élèves mais très sympathique.
- Mme Parrish : c'est la surveillante des cinquièmes. Elle sera d'une grande aide pour Emily dans Le Choix d'Emily. Les cinquièmes l'aiment beaucoup.
- Mlle Black : c'est la professeur de danse des cinquièmes. Elle apparaît tout comme Mme Parrish dans Une rentrée mouvementée. C'est dans ce livre que Mlle Black a le plus d'importance.
- Matt Haslum : c'est un garçon qu'Emily a rencontré aux cours juniors du Royal Ballet. Il est son partenaire à la danse de caractère. Les deux amis sont ravis de se retrouver à White Lodge. Matt apparaît dès le premier livre de la série.
- Luke Bailey : c'est un garçon auquel Emily prête peu d'attention en sixième mais dont elle tombe amoureuse en cinquième. Dans Le Choix d'Emily, Emily décide de le quitter car elle ne parvient pas à faire ses devoirs à temps, à se concentrer sur ses pas de danse et à passer du temps avec ses amis depuis que Luke est son petit ami. Mais ils resteront amis.
- Holly, Megan, Alice, Scarlett, Rebecca : ce sont les camarades d'Emily à l'école du Royal Ballet. Alice est particulièrement importante dans Une rentrée mouvementée. Les autres sont plus discrètes.
- Les amies d'Emily à Chicago : elles sont principalement citées dans L'Audition où elles envoient des cadeaux à Emily pour Noël. Libby est la plus citée.
- Ruby, Tasha et Rachel : ce sont les camarades d'Emily et Chloé à l'école primaire d'Oxford. Rachel se montre au début désagréable envers Emily dont elle est jalouse. Mais, quand Rachel apprendra qu'Emily n'a pas de père et que sa mère est malade, elle lui manifestera plus de sympathie.
- Mme Franklin : c'est la directrice de l'Académie Franklin. Elle aime beaucoup ses élèves et espère qu'ils deviendront un jour danseurs.
- Mlle Lane : c'est la professeur de danse d'Emily à Chicago.
- Les professeurs de White Lodge : M. Top, Mlle Swaisland, M. Lewis et d'autres professeurs apparaissent dans Premier Spectacle et font après des apparitions plus ou moins remarquées.

### Chronologie des événements
- Emily arrive à Oxford
- Emily passe l'audition
- Emily arrive au Royal Ballet
- Les auditions pour Casse-noisette ont lieu
- Le mariage de Mme Brown et de Steve
- Casse-noisette
- Isabelle Armand arrive au Royal Ballet
- Les évaluations
- L'anniversaire d'Isabelle
- Sophie dit qu'elle a raté ses évaluations
- Le concours est annoncé
- Le concours a lieu
- L'anniversaire d'Emily
- L'annonce de l'arrivée de deux célèbres danseurs
- Le jour où les danseurs arrive
- Le secret de Kate est dévoilée
- Grace devient bizarre
- L'annonce du spectacle de fin d'année
- Emily passe le week-end à Oxford avec Grace
- Emily va voir Jessica
- Le spectacle de fin d'année
- Emily rentre en cinquième
- Jade n'aime pas Molly
- Molly en a assez de se faire rectifier
- Les parents de Jade sont séparés
- Molly va demander de l'aide à Mlle Black
- Emily part pour les vacances de la Toussaint
- Emily revient à l'école et retrouve Luke
- Emily est distante et oublie de faire ses devoirs
- Le Lac des cygnes est annoncé
- Laura se blesse
- Emily quitte Luke
- Emily reçoit un bouquet de Luke qui accepte qu'ils restent amis et non amoureux
- Le Lac des cygnes